# ジェームズ・セードラー

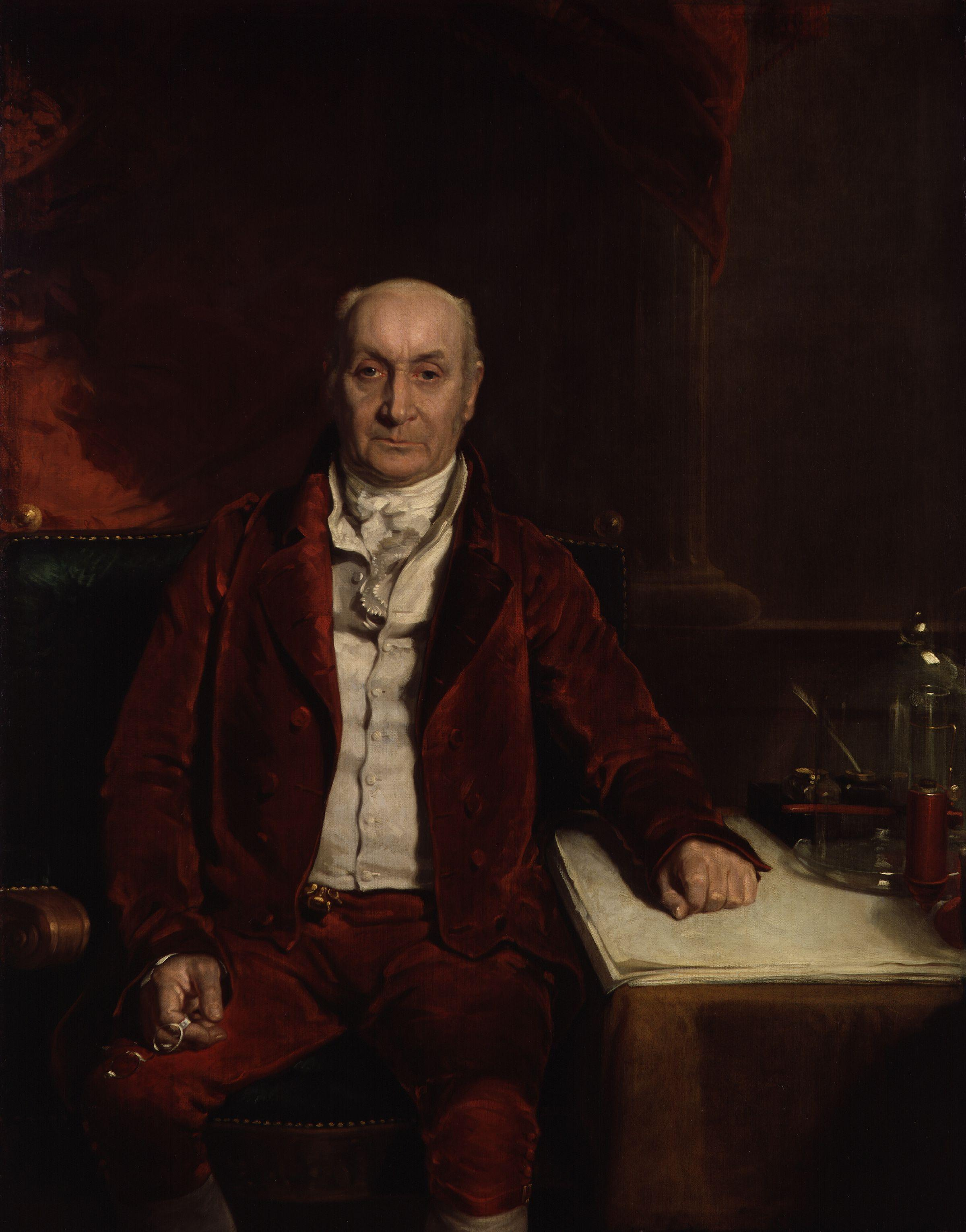
ジェームズ・セードラー

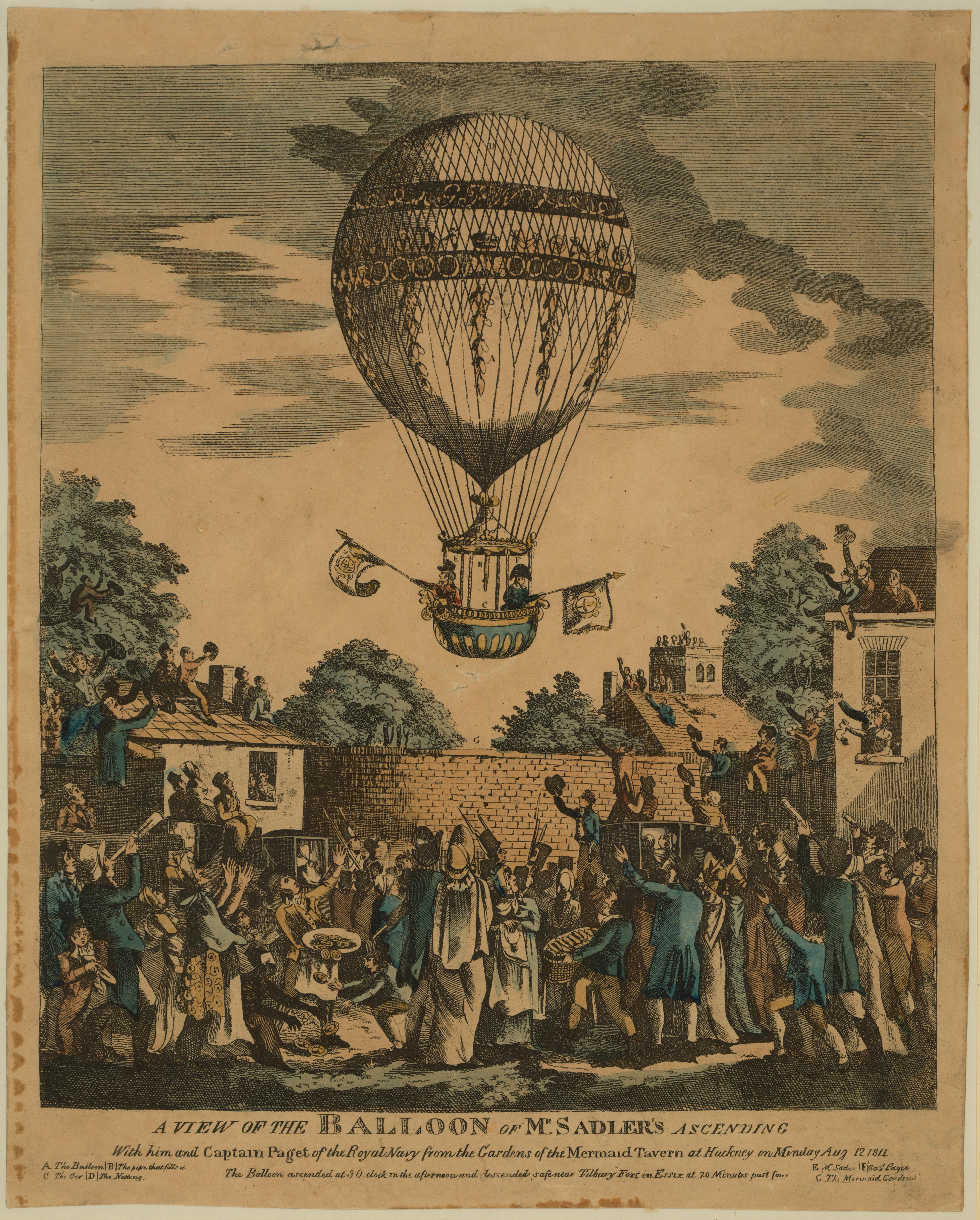
1811年8月12日の飛行を描いたイラスト

ジェームズ・セードラー（James Sadler 、1753年 - 1828年）はイギリス人としては最初の気球乗りである。
イギリスでの初めての気球の飛行はイタリア人のヴィンセント・ルナルディが1784年9月15日に行なったが、その翌月の10月4日、セードラーはオクスフォードのクライストチャーチ・メドーから気球の飛行を行なった。およそ3,600ftの高さまで上昇し、10kmほど離れたウッドイートンまで飛行した。1785年に2度目の飛行を行いバッキンガムシャーのAylesburyまでの25分間の飛行を行った。その年の5月、フランスまでの飛行を計画しW. Wyndhamとともにサリー州のMoulsey Hurstを離陸したが、テムズ河口に着陸し、ジャン＝ピエール・ブランシャールらが成功したドーバー海峡の横断をイギリス人によって再現することはできなかった。
同じ月にマンチェスターの現在はバルーン・ストリートとなっている庭園を離陸し、13,000ftに達し、ウェスト・ヨークシャーのPontefractまでの80kmの飛行を行なった。この飛行では着地後に3kmも気球に引きずられ、負傷した。
1796年にサミュエル・ベンサムのもとで新しく作られた海軍工場に化学者として雇われた。1807年にベンサムとの意見の違いにより解雇されるが小型の蒸気機関の開発を行なった。
セードラーの行ったおもな気球飛行には以下のものがある。
- 1810年7月7日 - オクスフォードでウィリアム・グレンヴィルのオクスフォード大学総長就任の祝賀会で飛行。
- 1810年9月 - ブリストルから化学者、ウィリアム・クレーフィールド（William Clayfield）とともに飛行、ブリストル海峡のCombe Martin近くに着陸した。
- 1811年8月29日 - エセックスのHackneyからEast Thorpeまで ヘンリー・ボーファイ（Henry Beaufoy、1786-1851）と飛行し、多くの実験を行った。
- 1811年10月7日 - 季節的な強風のなかで飛行し、1時間20分で100マイルを超える飛行を行い速度記録を立てた。
- 1812年10月1日 - アイルランドのMullingarからアイリッシュ海の横断に挑戦したが失敗し、溺れそうになった。

1824年に息子が気球の事故で死に、セードラーは飛行をやめた。